# Kawasaki W
La Kawasaki W è una motocicletta prodotta dalla casa motociclistica giapponese Kawasaki dal 1965 al 1974.

## Profilo e contesto
Kawasaki W era una famiglia di motociclette che condividevano tutte il medesimo motore bicilindrico verticale. Venduta per la prima volta nel mercato nordamericano, la prima ad essere introdotta fu la Kawasaki W1, che era la moto con la cilindrata più grande prodotta in Giappone all'epoca.
Realizzate sulla base di una versione prodotta su licenza della BSA A7 bicilindrica da 500 cc del dopoguerra, le moto erano rivolte al segmento di mercato che all'epoca era dominato dai britannici come Triumph e BSA. La produzione, che si evolse successivamente nei modelli W2 e W3, terminò nel 1974.
Nel 1999 la Kawasaki ne realizzò un nuovo modello denominato W650, prodotto fino al 2007. Nel 2011 Kawasaki annunciò un'altra versione retrò inspirata alla originale "W", la W800. Nel 2017 lanciò una versione più piccola ed economica la W175.

## Descrizione
La moto era alimenta da un propulsore bicilindrico parallelo dalla cilindrata di 624 cm³ raffreddato ad aria a quattro tempi con un solo albero a camme in testa e da un carburatore da 31 mm.

## Caratteristiche tecniche
| Caratteristiche tecniche - Kawasaki W       | Caratteristiche tecniche - Kawasaki W                                            | Caratteristiche tecniche - Kawasaki W                                            | Caratteristiche tecniche - Kawasaki W                                            | Caratteristiche tecniche - Kawasaki W                                            | Caratteristiche tecniche - Kawasaki W                                            |
| Dimensioni e pesi                           | Dimensioni e pesi                                                                | Dimensioni e pesi                                                                | Dimensioni e pesi                                                                | Dimensioni e pesi                                                                | Dimensioni e pesi                                                                |
| Meccanica                                   | Meccanica                                                                        | Meccanica                                                                        | Meccanica                                                                        | Meccanica                                                                        | Meccanica                                                                        |
| ------------------------------------------- | -------------------------------------------------------------------------------- | -------------------------------------------------------------------------------- | -------------------------------------------------------------------------------- | -------------------------------------------------------------------------------- | -------------------------------------------------------------------------------- |
| Tipo motore: 4 tempi bicilindrico in linea  | Tipo motore: 4 tempi bicilindrico in linea                                       | Tipo motore: 4 tempi bicilindrico in linea                                       | Tipo motore: 4 tempi bicilindrico in linea                                       | Raffreddamento: ad aria                                                          | Raffreddamento: ad aria                                                          |
| Cilindrata                                  | 624 cm³ (Alesaggio 74 × Corsa 72,6 mm)                                           | 624 cm³ (Alesaggio 74 × Corsa 72,6 mm)                                           | 624 cm³ (Alesaggio 74 × Corsa 72,6 mm)                                           | 624 cm³ (Alesaggio 74 × Corsa 72,6 mm)                                           | 624 cm³ (Alesaggio 74 × Corsa 72,6 mm)                                           |
| Distribuzione: OHV, 4valvole                | Distribuzione: OHV, 4valvole                                                     | Distribuzione: OHV, 4valvole                                                     | Alimentazione:                                                                   | Alimentazione:                                                                   | Alimentazione:                                                                   |
| Frizione: A dischi multipli in bagno d'olio | Frizione: A dischi multipli in bagno d'olio                                      | Frizione: A dischi multipli in bagno d'olio                                      | Cambio: a 5 rapporti                                                             | Cambio: a 5 rapporti                                                             | Cambio: a 5 rapporti                                                             |
| Accensione                                  | Elettronica digitale TCBI                                                        | Elettronica digitale TCBI                                                        | Elettronica digitale TCBI                                                        | Elettronica digitale TCBI                                                        | Elettronica digitale TCBI                                                        |
| Trasmissione                                | Primaria: ingranaggi a denti dritti - Finale: a catena                           | Primaria: ingranaggi a denti dritti - Finale: a catena                           | Primaria: ingranaggi a denti dritti - Finale: a catena                           | Primaria: ingranaggi a denti dritti - Finale: a catena                           | Primaria: ingranaggi a denti dritti - Finale: a catena                           |
| Avviamento                                  | A pedale                                                                         | A pedale                                                                         | A pedale                                                                         | A pedale                                                                         | A pedale                                                                         |
| Ciclistica                                  |                                                                                  |                                                                                  |                                                                                  |                                                                                  |                                                                                  |
| Telaio                                      | Tubolare in acciaio a doppia culla continua                                      | Tubolare in acciaio a doppia culla continua                                      | Tubolare in acciaio a doppia culla continua                                      | Tubolare in acciaio a doppia culla continua                                      | Tubolare in acciaio a doppia culla continua                                      |
| Sospensioni                                 | Anteriore: Forcella telescopica / Posteriore: Forcellone a doppio ammortizzatore | Anteriore: Forcella telescopica / Posteriore: Forcellone a doppio ammortizzatore | Anteriore: Forcella telescopica / Posteriore: Forcellone a doppio ammortizzatore | Anteriore: Forcella telescopica / Posteriore: Forcellone a doppio ammortizzatore | Anteriore: Forcella telescopica / Posteriore: Forcellone a doppio ammortizzatore |
| Freni                                       | Anteriore: A tamburo / Posteriore: A tamburo                                     | Anteriore: A tamburo / Posteriore: A tamburo                                     | Anteriore: A tamburo / Posteriore: A tamburo                                     | Anteriore: A tamburo / Posteriore: A tamburo                                     | Anteriore: A tamburo / Posteriore: A tamburo                                     |
| Fonte dei dati:                             |                                                                                  |                                                                                  |                                                                                  |                                                                                  |                                                                                  |